# Задоље
Задоље (словен. Zadolje) је насељено место у општини Рибница, регија Југоисточна Словенија, Словенија.

## Историја
До територијалне реорганизације у Словенији било је у саставу старе општине Рибница.

## Становништво
У попису становништва из 2011. године, Задоље је имало 14 становника.
| Број становника према пописима | Број становника према пописима | Број становника према пописима |
| ------------------------------ | ------------------------------ | ------------------------------ |
| 1991                           | 2002                           | 2011                           |
| 16                             | 16                             | 14                             |